# NGC 5436
NGC 5436 је лентикуларна галаксија у сазвежђу Волар која се налази на NGC листи објеката дубоког неба.
Деклинација објекта је + 9° 34' 26" а ректасцензија 14h 3m 41,1s. Привидна величина (магнитуда) објекта NGC 5436 износи 14,0 а фотографска магнитуда 14,9. NGC 5436 је још познат и под ознакама UGC 8971, MCG 2-36-25, CGCG 74-71, PGC 50104.